# Keith Arkell
Pour les articles homonymes, voir Arkell.
Keith Arkell est un joueur d'échecs anglais né le 8 janvier 1961.
Au 1er janvier 2023, il est le 33e joueur  anglais avec un classement Elo de 2 406 points.

## Biographie et carrière
Keith Arkell obtint le titre de maître international en 1985 et le titre de grand maître international en 1995.
Keith Arkell remporta le championnat d'échecs de Grande-Bretagne de parties rapides en 1998. En 2008, il finit premier du  championnat d'échecs de Grande-Bretagne, ex æquo avec Stuart Conquest et deuxième après un départage en parties rapides.
En 2002, il remporta le tournoi Wroxham Masters.
En 2014, Keith Arkell représenta le championnat d'Europe senior (50 ans et plus) disputé à Porto. La même année, il finit premier ex æquo du championnat du monde d'échecs senior (deuxième au départage derrière Zurab Sturua).
Il a participé plusieurs fois à la Coupe d'Europe des clubs d'échecs.
Lors du championnat du monde par équipes senior (joueurs de plus de 50 ans) de 2014, il jouait au premier échiquier ; l'Angleterre finit deuxième de la compétition et Arkell remporta la médaille d'or individuelle au premier échiquier avec 6 points sur 8 marqués. En 2015, 2016 et 2017, il remporta la médaille de bronze par équipe avec l'Angleterre (il jouait au quatrième échiquier).

## Répertoire d'ouvertures et parties d'exemples
Avec les Blancs, Arkell prefère l'ouverture du pion dame, comme l'illustre la partie suivante : 
Keith Arkell-Edouard Goufeld, Hastings, 1996
1. d4 Cf6 2. Cf3 g6 3. c4 Fg7 4. g3 0-0 5. Fg2 d6 6. 0-0 Cc6 7. Cc3 a6 8. h3 Tb8 9. e4 b5 10. cxb5 axb5 11. e5 Cd7 12. Cg5 Fb7 13. e6 Cxd4 14. Fxb7 Txb7 15. exd7 Dxd7 16. a4 bxa4 17. Txa4 c5 18. Cf3 e5 19. h4 f5 20. Cxd4 cxd4 21. Ce2 h6 22. b4 f4 23. Cxf4 exf4 24. Fxf4 d5 25. Db3 Tc8 26. Ta6 Rh7 27. Td6 Df7 28. Dxd5 Dxd5 29. Txd5 Tc4 30. Fd2 Tc2 31. Td1 Ta7 32. Fe1 Tb2 33. Rg2 Rg8 34. Td6 Rf7 35. Td3 Te7 36. Fd2 Fe5 37. Tc6 Te6 38. Tc5 Rg7 39. b5 h5 40. Td5 Rf6 1-0 (les Noirs ont « perdu au temps » dans une position difficile).
Avec les Noirs, Arkell répond généralement à 1. e4 par la défense Caro-Kann ou la défense française. Quand il joue la Caro-Kann, il adopte régulièrement la variante 1. e4 c6 2. d4 d5 3. e5 c5!?, qu'il est un des très rares grands maîtres à employer. Le magazine d'échecs leader New in Chess a baptisé cette variante la "ligne Arkell-Khenkin". Elle a permis à Arkell de démontrer tout son talent en finale dans la partie suivante :
Maxim Rodshtein-Keith Arkell, Hastings, 2015
1. e4 c6 2. d4 d5 3. e5 c5 4. dxc5 e6 5. a3 a5 6. Cf3 Fxc5 7. Fd3 Ce7 8. 0-0 Cg6 9. Fg5 Fe7 10. Fxe7 Dxe7 11. Cc3 Fd7 12. Dd2 0-0 13. Tae1 Ca6 14. Cd4 Cc5 15. f4 Cxd3 16. cxd3 Dc5 17. De3 f6 18. exf6 Txf6 19. g3 Te8 20. Cf3 Tc8 21. Tf2 b6 22. Tfe2 h6 23. Df2 Tcf8 24. Dd4 Fc8 25. Dxc5 bxc5 26. Ca4 Cxf4 27. gxf4 Txf4 28. Cxc5 Txf3 29. Te3 T3f4 30. h3 T8f6 31. T1e2 Rf7 32. Rg2 Re7 33. Rg3 Rd6 34. Cb3 a4 35. Ca5 d4 36. Te4 Tf3+ 37. Rg2 Txd3 38. Tc2 Fd7 39. Cc4+ Re7 40. Cb6 Rd6 41. Cc4+ Re7 42. Cb6 Rd8 43. Tc4 e5 44. Cxd7 Rxd7 45. Txe5 Tc6 46. Td5+ Td6 47. Txd6+ Rxd6 48. Txa4 Td5 49. Tb4 Te3 50. Tb7 Rc4 51. a4 d3 52. Rf2 d2 53. Tc7+ Rb3 54. Td7 Txh3 55. Re2 Th2+ 56. Rd1 Rxa4 57. Txg7 h5 58. Rc2 Rb5 59. Tc7 h4 60. Tc8 Rb6 61. Tc4 h3 62. Th4 Rc5 63. Rd1 Rd5 64. Rc2 Re5 65. Th8 Re4 66. Te8+ Rf3 67. Tf8+ Re2 68. Te8+ Rf1 69. Te3 Rg2 70. Rxd2 Th1 71. Te8 h2 72. Th8 Tb1 73. Rc3 h1=D 74. Txh1 Txh1 0-1.
S'il est obligé d'avoir la défense française avec les Noirs dans sa panoplie, c'est parce qu'Arkell répond souvent à 1. d4 par 1...e6. Il n'est alors pas rare qu'il adopte la Défense Keres.
Richard Palliser-Keith Arkell, Open de l'Île de Man, 1998
1. d4 e6 2. c4 Fb4+ 3. Fd2 Fxd2+ 4. Dxd2 d5 5. Cc3 Cf6 6. Cf3 0-0 7. e3 Cc6 8. Tc1 De7 9. cxd5 exd5 10. Fb5 Cd8 11. Dc2 a6 12. Fd3 Cc6 13. Db3 Fg4 14. Cxd5 Cxd5 15. Dxd5 Db4+ 16. Cd2 Dxb2 17. Tb1 Da3 18. Db3 Da5 19. Dc2 Cb4 20. Fxh7+ Rh8 21. Dc3 Rxh7 22. Txb4 Dxa2 23. 0-0 Fc8 24. Ta1 Dd5 25. Dxc7 b5 26. e4 Dd8 27. De5 Te8 28. Dh5+ Rg8 29. Cf3 f6 30. e5 Fb7 31. exf6 Dxf6 32. Cg5 Tac8 33. Tb3 Fe4 34. Cxe4 Txe4 35. Dd5+ De6 36. Dxe6+ Txe6 37. Tb2 Td6 38. g3 Tcc6 39. Td1 Tb6 40. Rf1 b4 41. Re2 a5 42. Ta1 Tb5 43. Re3 Tc6 44. Re4 Rf7 45. d5 Tc4+ 46. Rd3 Tc3+ 47. Rd4 Tbc5 48. Te2 T3c4+ 49. Re5 b3 0-1.

## Publications
- Arkell's Odyssey, Keverell Chess Books, 2012
- Arkell's Endings, Ginger GM, 2020